# Cortinarius holophaeus
Cortinarius holophaeus är en svampart som beskrevs av J.E. Lange 1935. Cortinarius holophaeus ingår i släktet Cortinarius och familjen spindlingar.  Arten är reproducerande i Sverige. Inga underarter finns listade i Catalogue of Life.